# Лаки, Палмер
Палмер Фримен Лаки (англ. Palmer Freeman Luckey; род. 19 сентября 1992) — изобретатель шлема виртуальной реальности Oculus Rift, один из основателей компании Oculus VR. В 2017 году Лаки покинул Oculus и основал компанию Anduril Industries, специализирующуюся на оборонных технологиях и занимающуюся разработкой автономных беспилотников и датчиков для военного применения.

## Биография
Лаки родился и вырос в городе Лонг-Бич, штате Калифорния, и рос в семье с тремя младшими сёстрами, мать — домохозяйка, отец — продавец автомобилей. В детстве он вместе с сёстрами обучался на дому, мать взяла на себя роль преподавателя, в домашних условиях Палмер обучался пению, плаванию, игре в гольф, позднее заинтересовался электроникой. Продолжил своё образование в колледжах Golden West и Long Beach, с 15 лет начал обучаться в Университете штата Калифорния в Лонг-Бич, в 2010 году увлёкся журналистикой. Являлся редактором одной из студенческих газет университета.

### Очки виртуальной реальности
С 11 до 16 лет экспериментировал с различными электронными приборами, в числе которых были пушка Гаусса, трансформатор Теслы и лазеры. Проявив огромный интерес к виртуальной реальности, собрал при помощи сервиса eBay частную коллекцию из более чем 50 таких устаревших гаджетов. Средства для покупки (около 36 000 долларов) заработал ремонтом и усовершенствованием старых и вышедших из строя айфонов. В 2009 году основал форум ModRetro, на этом сайте обсуждалась возможность модернизация устаревших устройств, таких как игровые консоли и ПК. Во время учёбы в Университете штата Калифорния работал инженером Лаборатории смешанной реальности (MXR), в Институте передовых технологий Университета Южной Калифорнии участвовал в работе проектной группы устройств виртуальной реальности под руководством Марка Боласа. 
В 2011 году в возрасте 18 лет Лаки в гараже своих родителей создал первый прототип очков виртуальной реальности и назвал его CR1, поле обзора составляло 90-градусов. Поводом для разработок стало недовольство Палмером существующих на тот момент аналогичных устройств, его не устраивало качество изображения, низкая контрастность, большое время задержки и маленький угол обзора. В течение последующих 10 месяцев он разработал серию прототипов, добавляя такие функции как 3D, беспроводное соединение с игровой консолью и обзор 270 градусов, уменьшив при этом размер и вес. Регулярные отчёты о ходе своей работы размещал на форуме MTBS3D, который часто посещали энтузиасты по разработке приборов для виртуальной реальности. Своё подразделение было названо «Rift», продуктом которого был конструктор для самостоятельной сборки шлема виртуальной реальности. 
Разработчик игр Quake и Doom Джон Кармак из компании id Software, регулярно посещавший форум MTBS3D, попросил доработать дисплей Sony, так как его очень неудобно было надевать на голову. Палмер Лаки вместо этого предложил Джону один из своих прототипов. На следующей выставке видеоигр в Лос-Анджелесе демоверсия игры Doom 3 была представлена с помощью шлема Rift. Брендан Айрайб, директор по дистрибуции компании Gaikai, под впечатлением от эффекта реальности, который создавал шлем, предложил инвестиции в проект по разработке устройства, таким образом было положено начало созданию компании Oculus VR.
Также устройство было анонсировано на сайте Kickstarter, на акцию по сбору средств для улучшения и последующего производства шлема виртуальной реальности откликнулось около 10 тыс. энтузиастов, при планах по сбору $250 тыс. за короткий срок удалось собрать $2,5 млн.
Вести о новом удивительном гаджете быстро распространились в среде создателей видеоигр и гаджетов для виртуальной реальности. К июню 2013 года в компанию Oculus VR было инвестировано $16 млн при оценке стоимости в $30 млн. Через полгода оценка стоимости компании возросла до $300 млн.
В январе 2014 года компанией Oculus VR заинтересовался Марк Цукерберг, он лично посетил офис компании для знакомства с устройством. В результате двухмесячных переговоров в марте 2014 компания Oculus VR была приобретена Facebook за $2,4 млрд, 400 млн будет выплачено реальными деньгами, остальная сумма — акциями Facebook.
После продажи компании Лаки занимался исследованиями, поиском и наймом на работу новых специалистов, но главной своей задачей считал продвижение и популяризацию своего устройства отображения виртуальной реальности.
В марте 2017 Палмер Лаки покинул Facebook. Его уход не был прокомментирован ни одной из сторон. Когда Марка Цукерберга спросили про уход Палмера на слушаниях в Сенате США, он неявно подтвердил, что Палмер был уволен, но утверждал, что это «не было связано с политическими взглядами».

### Erebor Bank
В июле 2025 года было анонсировано создание криптовалютного банка Erebor. Этот банк ориентирован на обслуживание стартапов и компаний, работающих с криптовалютой, и планирует стать альтернативой обанкротившемуся Silicon Valley Bank. Erebor намерен предоставлять как традиционные банковские услуги, так и продукты, связанные с криптовалютами, включая хранение и торговлю цифровыми активами.
Основателем Erebor официально является Палмер Лаки, однако он и другие известные инвесторы, такие как Джо Лонсдейл и венчурный фонд Founders Fund Питера Тиля, не участвуют в повседневном управлении банком. Руководство банка возьмут на себя два генеральных директора — Оуэн Рапапорт и Джейкоб Хиршман, последний ранее работал в компании Circle, выпускающей стейблкоины. Штаб-квартира банка будет в Колумбусе, штат Огайо.
Erebor подал заявку на получение банковской лицензии в США, чтобы работать как регулируемый национальный банк, предоставляя кредиты стартапам и крипто-компаниям под залог криптовалюты. В инвестиционном раунде финансирования планируется привлечь не менее 225 миллионов долларов, что оценит компанию примерно в 2 миллиарда долларов  .

### Дальнейшая деятельность
В 2017 году, после ухода из Facebook, Палмер Лаки основал компанию Anduril Industries. Основными целями новой компании американский ИТ-бизнесмен ставил перед собой задачу разработки автономных вооружённых систем с использованием искусственного интеллекта, отличительной чертой которых должны были стать доступность и массовость.
В 2022 году во время вторжения РФ в Украину Палмер поддержал украинцев и 18 августа 2022 года посетил Киев, где встретился в Андреем Ермаком. В конце августа 2024 года американский изобретатель попал в санкционный список России, запрещающий въезд в страну, на что Палмер написал в своём X/Twitter аккаунте: «Думаю мой медовый месяц в Ярославле не состоится».

## Личная жизнь
Лаки женился на своей давней подруге и профессиональной геймерше Николь Эдельманн в 2019 году. У пары есть ребёнок. Они живут в Лидо-Айл, Ньюпорт-Бич. 